# Thorney (Nottinghamshire)
Thorney is een civil parish in het bestuurlijke gebied Newark and Sherwood, in het Engelse graafschap Nottinghamshire. In 2001 telde het dorp 271 inwoners. Thorney komt in het Domesday Book (1086) voor als Torneshaie.